# Quiaios
Quiaios é uma povoação portuguesa sede da freguesia de Quiaios do município de Figueira da Foz, freguesia com 52,31 km² de área e 2 775 habitantes (censo de 2021), tendo, por isso, uma densidade populacional de 53 hab./km².

## Demografia
Nota: com lugares desta freguesia foi criada, pela Lei nº 122/85, de 4 de outubro, a freguesia de Bom Sucesso (Fonte: INE)
A população registada nos censos foi:
| Distribuição da população por grupos etários | Distribuição da população por grupos etários | Distribuição da população por grupos etários | Distribuição da população por grupos etários | Distribuição da população por grupos etários |
| -------------------------------------------- | -------------------------------------------- | -------------------------------------------- | -------------------------------------------- | -------------------------------------------- |
| Ano                                          | 0-14 Anos                                    | 15-24 Anos                                   | 25-64 Anos                                   | > 65 Anos                                    |
| 2001                                         | 411                                          | 427                                          | 1667                                         | 613                                          |
| 2011                                         | 323                                          | 295                                          | 1587                                         | 696                                          |
| 2021                                         | 307                                          | 223                                          | 1428                                         | 817                                          |

## História
Constituiu couto até ao início do século XIX e tinha, em 1801, 2 746 habitantes. Foi sede de concelho até 1836 [carece de fontes?]. Em 1839 fazia parte do concelho de Maiorca, extinto em 31 de dezembro de 1853, e a partir daí, passou a integrar o município da Figueira da Foz.
Quiaios é também conhecida pela sua vasta e natural praia.
A Praia de Quiaios encontra-se inserida numa paisagem que combina uma vastidão de vegetação com uma enorme extensão de areal.
Um longo passadiço de madeira percorre as dunas da praia ligando-a às infra-estruturas que servem os banhistas.
Entre a beira-mar e a imponente Serra da Boa Viagem existem percursos de caminhadas.
Dada a grande extensão da praia, o nudismo é praticado em zonas mais recônditas das dunas. Os surfistas são também uma presença habitual, dadas as condições propícias à prática da modalidade.
Albergou o Centro de Reabilitação de Animais Marinhos de Quiaios (Cram-Q ), direccionado para o resgate e reabilitação de animais marinhos, nomeadamente aves, quelónios e mamíferos marinhos, galardoado com o prémio Excellens Mare (categoria Natura Mare). Em 2017, no seguimento de uma parceria com a Universidade de Aveiro, relocalizou as instalações, passando-se a denominar Ecomare CRAM.

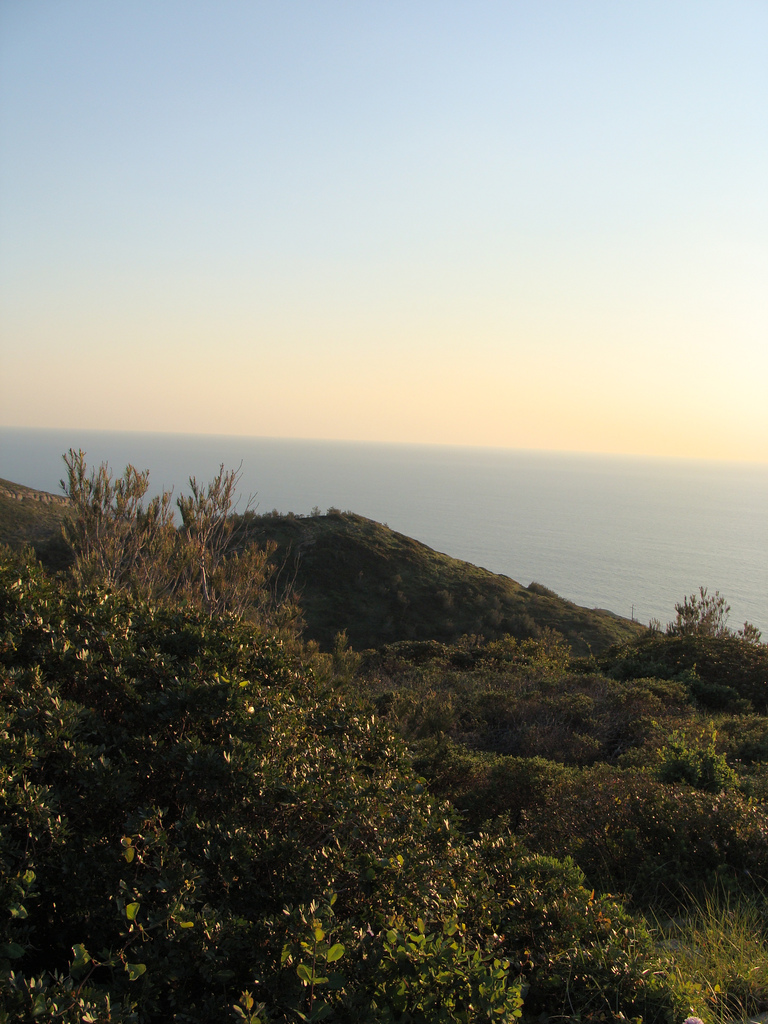
Percurso de Quiaios à Cascata da Serra da Boa Viagem
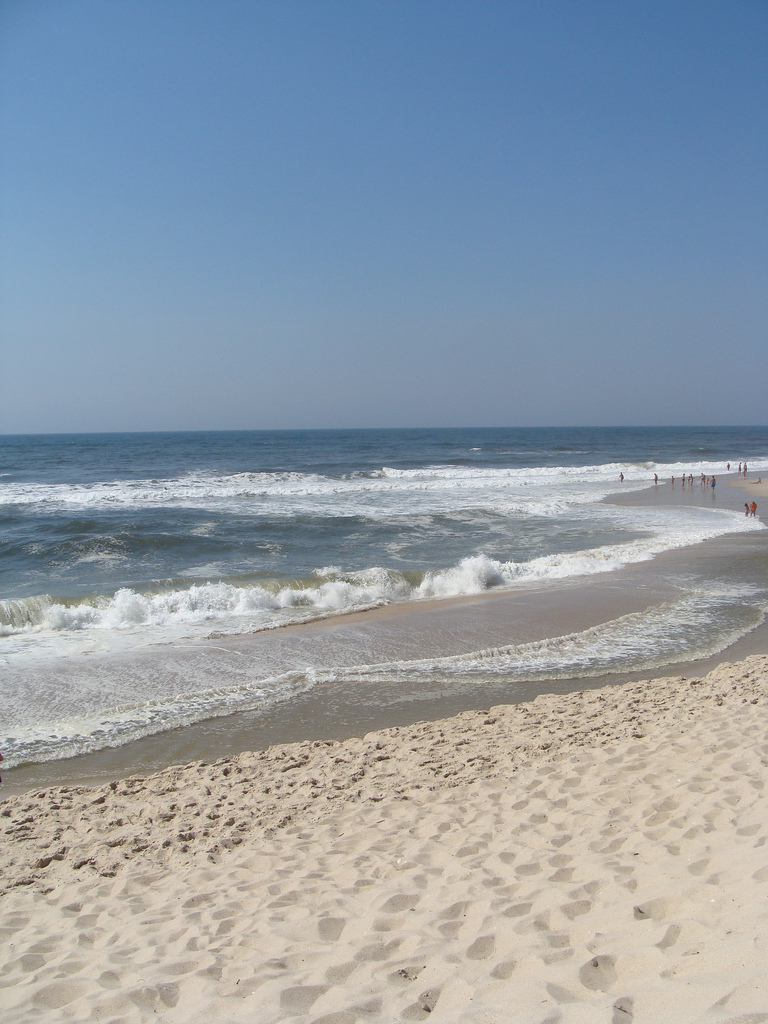
O Oceano Atlântico em Quiaios
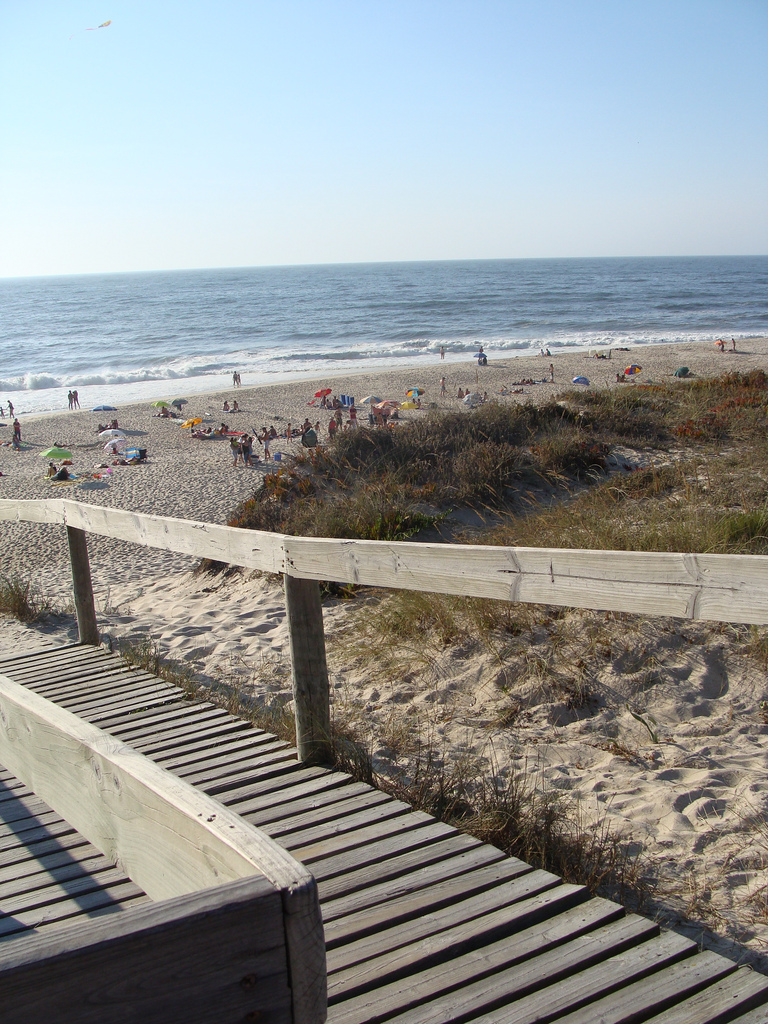
Passadiço de madeira da Praia de Quiaios
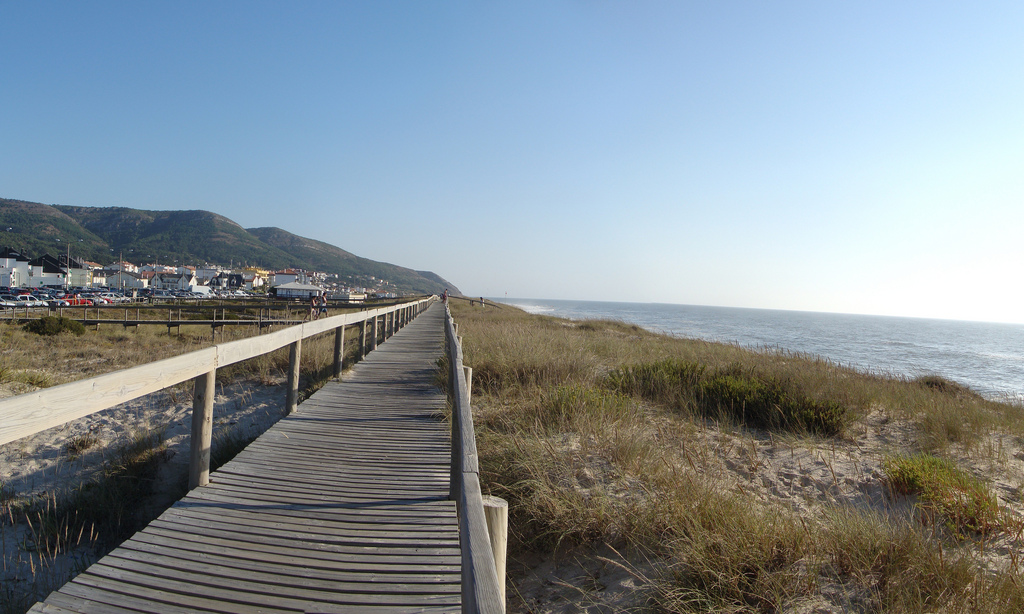
Quiaios e Serra da Boa Viagem

Junto à praia situa-se uma piscina pública constituída por um bar, balneários subterrâneos, uma piscina para crianças e uma piscina para adultos, com grande profundidade em metade da área, devido à existência de pranchas de salto de cerca de 7 metros.

## Património
- Igreja de São Mamede (matriz)
- Lagoa das Braças
- Casa da Renda
- Capela da Senhora da Graça
- Capela do Santo Amaro
- Capela do Senhor dos Aflitos
- Capela da Senhora da Boa Viagem

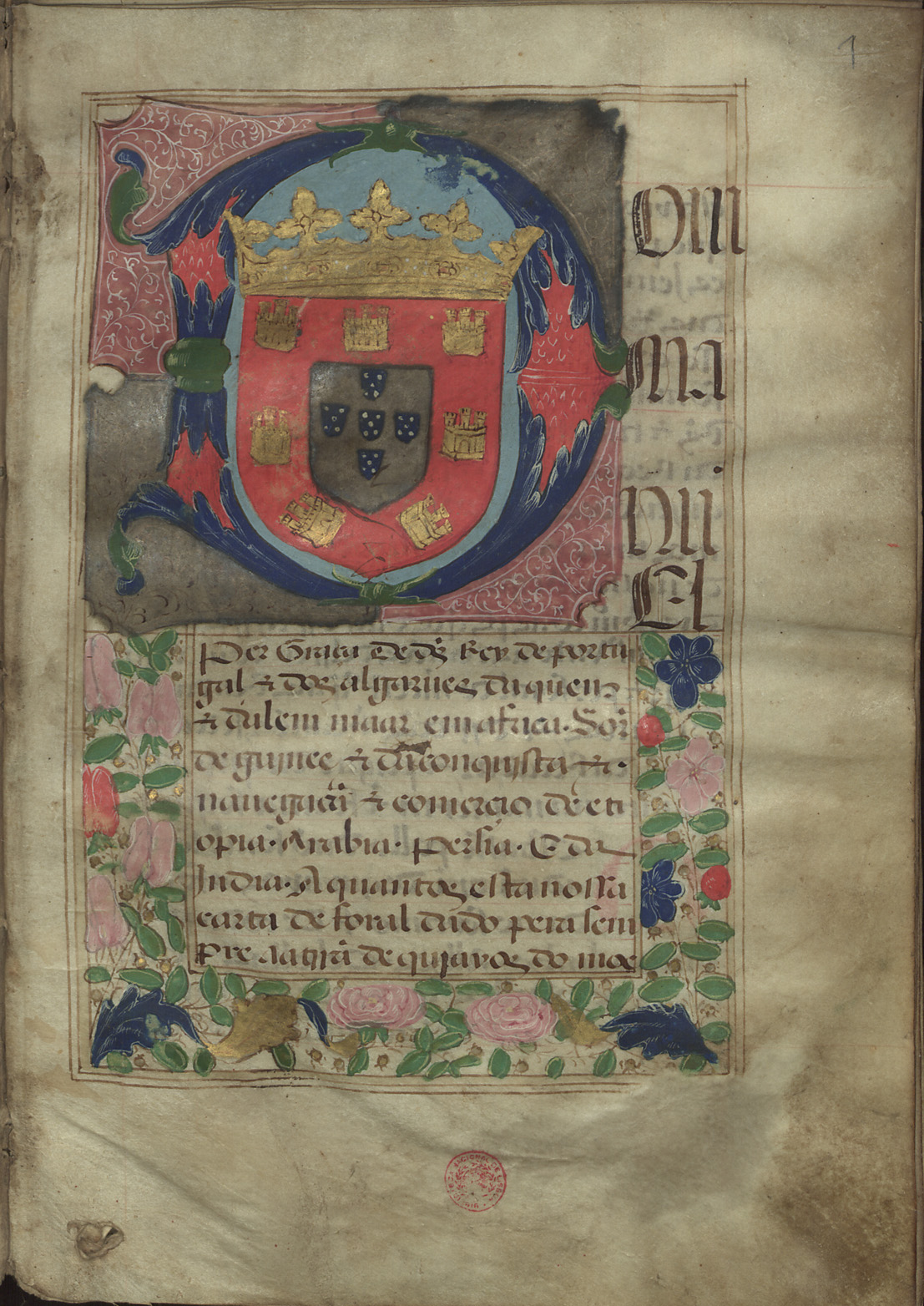
Foral de Quiaios (1514)

- Casa do Dr. Manuel de Figueiredo Nogueira
- Alto da Bandeira
- Monumentos megalíticos da Serra da Brenha
- Cram-Q — Centro de Reabilitação de Animais Marinhos de Quiaios (até Julho de 2017)